# ホベルト・トラヴェン
ホベルト・トラヴェン（Roberto Traven、1968年9月16日 - ）は、ブラジルの男性柔術家、総合格闘家。リオデジャネイロ州出身。アライアンスチーム所属。ブラジリアン柔術六段。

## 来歴
16歳でブラジリアン柔術を始め、4年で黒帯を授与された。
1996年9月20日、総合格闘技デビュー戦となったUFC 11トーナメントのリザーブマッチでデイブ・ベリーと対戦し、ギブアップ勝ち。
2000年3月3日、アブダビコンバットのスーパーファイトでマリオ・スペーヒーと対戦し、判定負け。
2000年6月15日、初参戦となったリングスでゲオルギー・ツベトフと対戦し、判定勝ち。
2000年10月9日、リングスKOKトーナメントに出場。1回戦でボリソフ・ミハイルに判定勝ちするも、2回戦でデイブ・メネーに判定負け。
2001年11月2日、5年ぶりのUFC参戦となるUFC 34でフランク・ミアと対戦し、腕ひしぎ十字固めで一本負け。

## 戦績

### 総合格闘技
| 総合格闘技 戦績 | 総合格闘技 戦績 | 総合格闘技 戦績 | 総合格闘技 戦績 | 総合格闘技 戦績 | 総合格闘技 戦績 | 総合格闘技 戦績 |
| --------------- | --------------- | --------------- | --------------- | --------------- | --------------- | --------------- |
| 11 試合         | (T)KO           | 一本            | 判定            | その他          | 引き分け        | 無効試合        |
| 6 勝            | 0               | 4               | 2               | 0               | 1               | 0               |
| 4 敗            | 2               | 1               | 1               | 0               | 1               | 0               |

| 勝敗 | 対戦相手                         | 試合結果                               | 大会名                                                  | 開催年月日    |
| ×    | ジョン・ソルター                 | 1R 2:15 KO（パンチ連打）               | Adrenaline MMA 3                                        | 2009年6月13日 |
| △    | 内藤征弥                         | 5分3R終了 ドロー                       | Warriors Realm 3                                        | 2005年3月12日 |
| ×    | エルヴィス・シノシック           | 2R 0:35 KO（パンチ）                   | Warriors Realm 1                                        | 2004年9月3日  |
| ×    | フランク・ミア                   | 1R 1:05 腕ひしぎ十字固め               | UFC 34: High Voltage                                    | 2001年11月2日 |
| ×    | デイブ・メネー                   | 延長R終了 判定0-3                      | リングス KING of KINGS Aブロック 【2回戦】              | 2000年10月9日 |
| ○    | ボリソフ・ミハイル               | 5分2R終了 判定3-0                      | リングス KING of KINGS Aブロック 【1回戦】              | 2000年10月9日 |
| ○    | ゲオルギー・ツベトフ             | 2R（10分/5分）終了 判定2-0             | リングス Millennium Combine II                          | 2000年6月15日 |
| ○    | レオニード・エフレーモフ         | 1R 2:54 ギブアップ（パンチ連打）       | IAFC: Absolute Fighting Championship 2 Day 1 【決勝】   | 1997年4月30日 |
| ○    | マクシム・タラゾフ               | 1R 2:47 チョークスリーパー             | IAFC: Absolute Fighting Championship 2 Day 1 【準決勝】 | 1997年4月30日 |
| ○    | アルチョーム・ヴィルグレフスキー | 1R 2:28 チョークスリーパー             | IAFC: Absolute Fighting Championship 2 Day 1 【1回戦】  | 1997年4月30日 |
| ○    | デイブ・ベリー                   | 1R 1:23 ギブアップ（グラウンドの打撃） | UFC 11: The Proving Ground 【リザーブマッチ】           | 1996年9月20日 |

### グラップリング
| 勝敗 | 対戦相手                     | 試合結果          | 大会名                         | 開催年月日   |
| ×    | マリオ・スペーヒー           | 20分終了 判定     | ADCC 2000                      | 2000年3月3日 |
| ○    | 桜井速人                     | 20分終了 ポイント | ADCC 1999 【無差別級 決勝】    | 1999年2月    |
| ○    | ガース・テイラー             | 10分終了 ポイント | ADCC 1999 【無差別級 準決勝】  | 1999年2月    |
| ○    | ルイス・ホベルト・デュアルチ | 10分終了 ポイント | ADCC 1999 【無差別級 2回戦】   | 1999年2月    |
| ○    | ファビアーノ・カポアーニ     | 15分終了 ポイント | ADCC 1999 【無差別級 1回戦】   | 1999年2月    |
| ×    | ジェフ・モンソン             | 10分終了 ポイント | ADCC 1999 【99kg未満級 2回戦】 | 1999年2月    |
| ○    | ジュリエ・ライヒェル         | 7:19 一本         | ADCC 1999 【99kg未満級 1回戦】 | 1999年2月    |

## 獲得タイトル
- Absolute Fighting Championship 2 Day 1 優勝（1997年）
- 世界柔術選手権 黒帯ペサディシモ級 優勝（1998年、1999年）
- 第2回アブダビコンバット 無差別級 優勝（1999年）